# Nikola Dimitrov
Nikola Dimitrov (in macedone: Hикола Димитров; Skopje, 30 settembre 1972) è un diplomatico e politico macedone.

## Biografia
Si è laureato all'Università dei santi Cirillo e Metodio a Skopje e al King's College di Cambridge, dove si è specializzato in diritto internazionale dei diritti umani, iniziando la sua carriera nel 1996 presso il Ministero degli Affari Esteri. Nel 2000 divenne viceministro.
Nel 2002 è stato nominato ambasciatore della Macedonia negli Stati Uniti, succedendo a Ljubica Acevska e diventando il più giovane degli ambasciatori del suo Paese a Washington. Nel 2009 è stato nominato ambasciatore nei Paesi Bassi. Nel 2014 ha invece rifiutato la carica di ambasciatore a Mosca. 
È stato il rappresentante legale macedone dinanzi alla Corte internazionale di giustizia dell'Aia nella causa contro la Grecia per violazione dell'accordo interinale.
Il 31 maggio 2017 è stato nominato Ministro degli Esteri della Macedonia subentrando a Nikola Poposki. Il 17 giugno 2018 ha firmato con il suo omologo greco Níkos Kotziás un accordo bilaterale sul nuovo nome per il Paese, Macedonia del Nord, che mette fine al dibattito intorno al nome di Macedonia protrattosi dal 1991. Sta anche lavorando all'adesione del suo Stato all'Unione europea.
Sposato, ha tre figli. Suo padre, Dimitar Dimitrov, rifugiato in seguito alla Guerra civile greca, è stato prima Ministro dell'Istruzione e della Scienza e poi Ministro della Cultura negli anni Novanta.